# Chó sục cáo lông mượt
Chó sục cáo lông mượt (Smooth Fox Terrier) là một loại chó săn thuộc về nòi chó sục cáo có nguồn gốc từ Anh và được sử dụng trong các cuộc săn cáo. Chó sục cáo lông mượt là một trong số những nòi Chó sục cổ nhất được sử dụng từ thế kỷ 18 để săn cáo ở nước Anh. Công việc của nó là làm cho con cáo hoảng sợ, chạy ra khỏi hang. Chó sục cáo lông mượt nhảy nhót, gầm gừ và xua đuổi con cáo cho đến khi con cáo bị chui vào lưới. Loài chó này cũng là những con chó bắt chuột rất cừ. Ngày nay chúng chủ yếu được nuôi để làm bạn với người (companion dog).

## Tổng quan
Chúng có nguồn gốc từ việc những người nuôi chó đã lai tạo giữa những giống chó sục dachshunds, Chó săn Anh Quốc (English Hound) và sau đó là Chó săn cáo (Fox Hound) và chó săn thỏ (Beagle). Chó sục cáo lông mượt là một trong số những nòi chó sục cổ nhất được sử dụng từ thế kỷ 18 để săn cáo ở nước Anh. Tiêu chuẩn đầu tiên cho Chó Fox Terrier lông mượt được thiết lập vào 1876. Loại chó sục cáo lông xoăn và Lông mượt đôi khi bị ghép chung vào một nòi chó, mặc dù chúng được tách biệt từ năm 1984 tại Mỹ. Một số những ưu điểm của chúng gồm có thể đi săn, sự theo dõi, tìm kiếm, trông nhà, sự lanh lợi và làm những trò nghịch ngợm.

## Đặc điểm
Chó sục cáo lông mượt là một loại chó nhỏ rất thanh lịch, khôn ngoan và trông có vẻ rất thời trang, trong một lớp lông ngoài ngắn màu trắng với những mảng dấu màu đen hoặc nâu. Lớp lông ngắn của chúng rất dễ để tắm gội. Chó đực cao từ 14-16 inches (36–41 cm), chó cái cao từ 13-15 inches (33–38 cm.), cân nặng của con chó đực từ 15-20 pounds (7–9 kg) trong khi đó chó cái từ 13-18 pounds (6–8 kg). Tuổi thọ của chúng khoảng 15 năm trở lên. Đối với chúng, điếc có thể là một vấn đề rất hay gặp đối với những con chó trắng. Một vài bệnh ít gặp khác là chảy nước mũi, lệch thủy tinh thể, đục thủy tinh thể, bệnh Legg-Perthes (một loại bệnh về xương hông) và các bệnh về lệch khớp vai. 

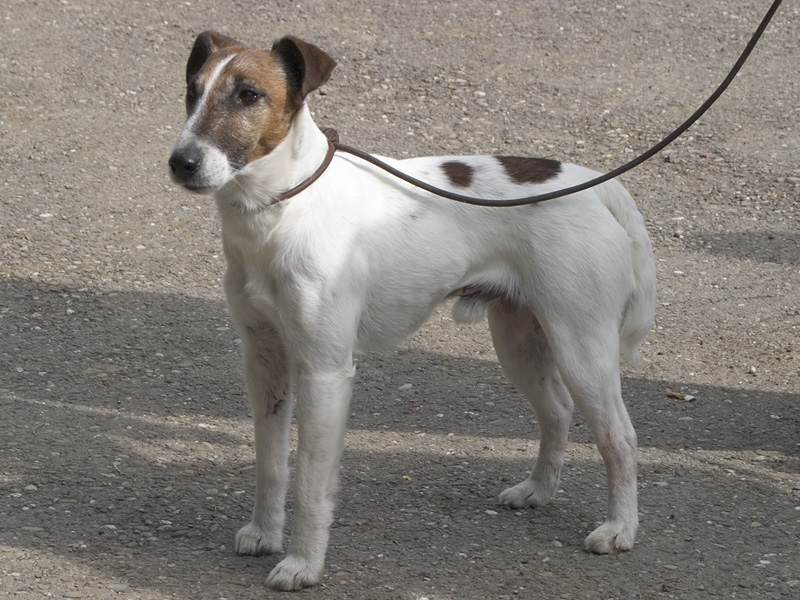
Một con chó sục cáo lông mượt tiêu chuẩn

Loại chó này có kiểu đầu hẹp phẳng, thon, với tai hình gấp nếp hình chữ V về phía trước. Cái đuôi bình thường được cắt bớt tới 1/ 4 chiều dài và dựng đứng ở trên lưng của con chó chứ không rủ ra phía sau. Chó có được nhiều vũ khí để tấn công như những hàm răng mạnh mẽ, răng được phát triển rất tốt, sự hăng hái, sức mạnh vật lý và sự can đảm. Cổ chúng dày và lực lưỡng. Đó là một con chó lực lưỡng, thanh lịch tập trung nhiều sức mạnh trong một cơ thể nhỏ nhắn. Đôi mắt tối, nhỏ, sâu trông vô cùng sống động trên mặt.

## Tập tính
Chó sục cáo lông mượt là giống chó rất mạnh mẽ và hiếu động, chúng rất thích đùa nghịch, đặc biệt với trẻ em nhưng cũng rất hay cắn. Chúng rất dễ thương với gia đình và không che giấu tình cảm của chúng. Vui vẻ và dũng cảm, chúng sẵn sàng đùa nghịch và vui chơi liên tục. Tính chúng khá thất thường và hay gây hấn với các loài khác. Loại chó này học những trò đùa nghịch rất nhanh. Chúng thường làm kinh ngạc bởi những câu chuyện về lòng trung thành và xả thân của chúng.

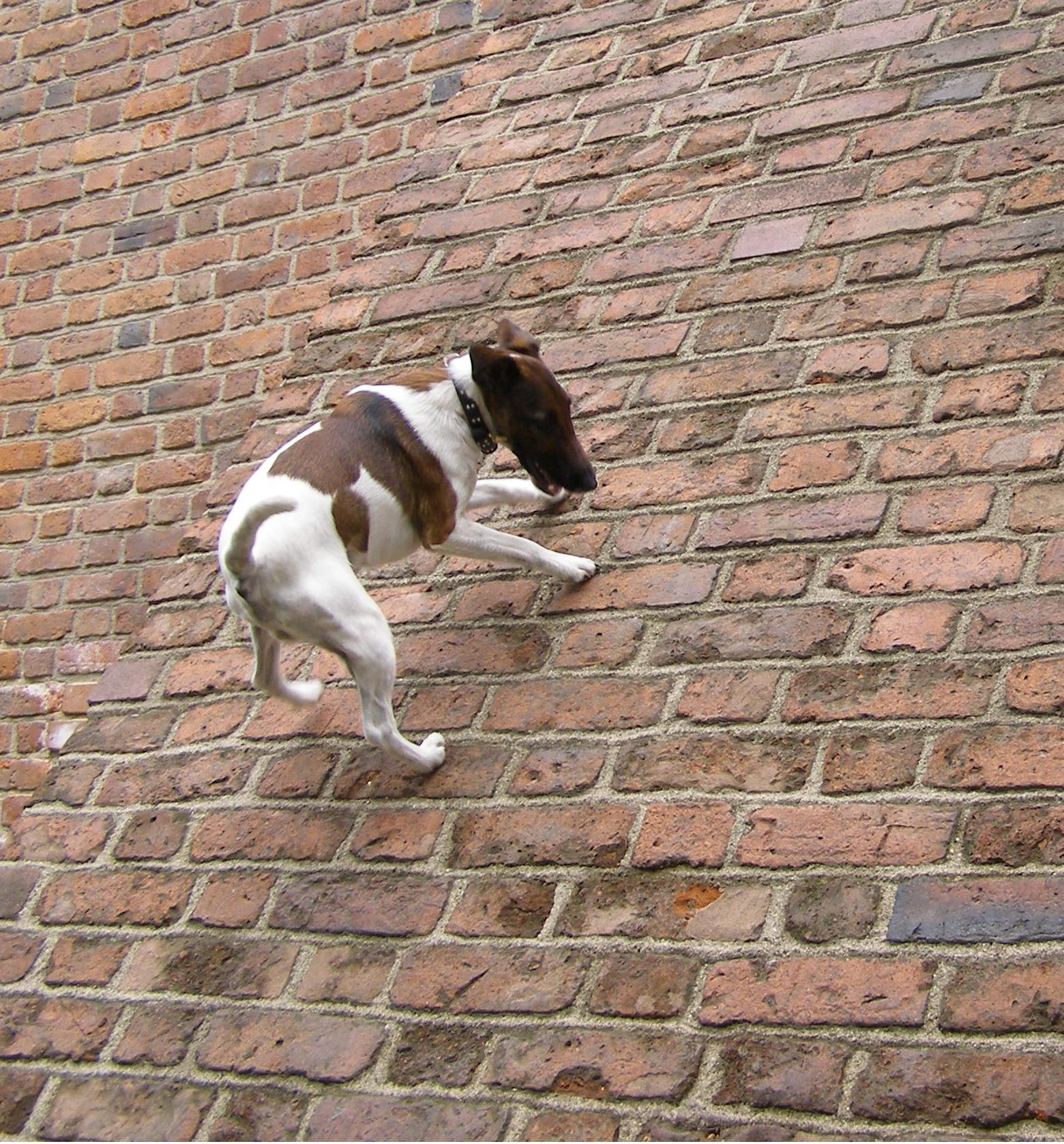
Một con chó lông mượt

Loại chó này thích là một phần của gia đình và sẽ trở nên là kẻ phá hoại nếu không được chơi đùa và quan tâm đầy đủ. Chúng là một trong số những loại chó hiếu chiến nhất, chúng luôn có xu hướng muốn đánh nhau với các con chó khác, kể cả những con chó lớn hơn và thường không có sự tin cậy đối với các con vật nuôi trong nhà khác. Chúng thích đi săn và có thể giết chết những con vật khác, kể cả chim, nếu chúng có cơ hội. Bản năng thúc giục những con chó này săn đuổi mạnh mẽ và chúng thích bắt mèo cũng như những con chó nhỏ khác.
Chúng thường hay cắn, và cho dù chúng thích chơi đùa, chúng vẫn cần phải được trông chừng khi chơi với trẻ nhỏ. Nếu những chú chó được xã hội hoá đầy đủ và làm quen cẩn thận, chúng có thể chung sống hoà thuận với các chú chó khác trong gia đình. Cần quản lý loại chó này đúng mức bằng dây xích hay trong một vùng hoàn toàn cách biệt bởi vì Chó Fox Terrier lông mượt thích đi lung tung và tìm hiểu xung quanh.
Chúng thích sủa và có thể làm chó canh gác rất tốt, mặc dù tiếng sủa chói tai của chúng có thể làm khó chịu và có thể gây ra những vấn đề với láng giềng. Chúng cũng có thể quá hung dữ cho các người chủ nhân lớn tuổi. Chúng cần phải có sự huấn luyện bài bản và nghiêm túc từ khi còn nhỏ. Những vấn đề hành vi có thể bao gồm những thách thức để xác định sự thống trị, đặc biệt với các chủ nhân dịu dàng với chúng bảo vệ đồ vật, chỗ ở và thức ăn từ chủ nhân cho riêng chúng, cũng như tiếng sủa quá mức.
Chúng cũng có thể sống tốt trong các căn hộ nếu chúng được tập luyện đầy đủ. Chúng rất hiếu động trong nhà và tốt nhất là dành cho chúng một khoảng sân để chơi. Với một khoảng sân nhỏ là đủ cho loại chó này có thể vận động bằng cách tự chạy chơi xung quanh. Nhưng nếu trong một căn hộ, sẽ cần cho chúng đi bộ dài hay nô đùa trong công viên. Nếu được vậy, chúng sẽ thích chạy thoải mái trong một vùng an toàn. Giữ con chó này bằng một dây xích nếu có những động vật nhỏ xung quanh.